# Брајденбах (Француска)
Брајденбах (фр. Breidenbach) насеље је и општина у североисточној Француској у региону Лорена, у департману Мозел која припада префектури Саргемен.
По подацима из 2011. године у општини је живело 342 становника, а густина насељености је износила 31,4 становника/km². Општина се простире на површини од 10,89 km². Налази се на средњој надморској висини од 310 метара (максималној 376 m, а минималној 252 m).

## Демографија
| 1962. | 1968. | 1975. | 1982. | 1990. | 1999. | 2011. |
| ----- | ----- | ----- | ----- | ----- | ----- | ----- |
| 387   | 421   | 382   | 376   | 324   | 346   | 342   |

График промене броја становника у току последњих година